# Pintor N

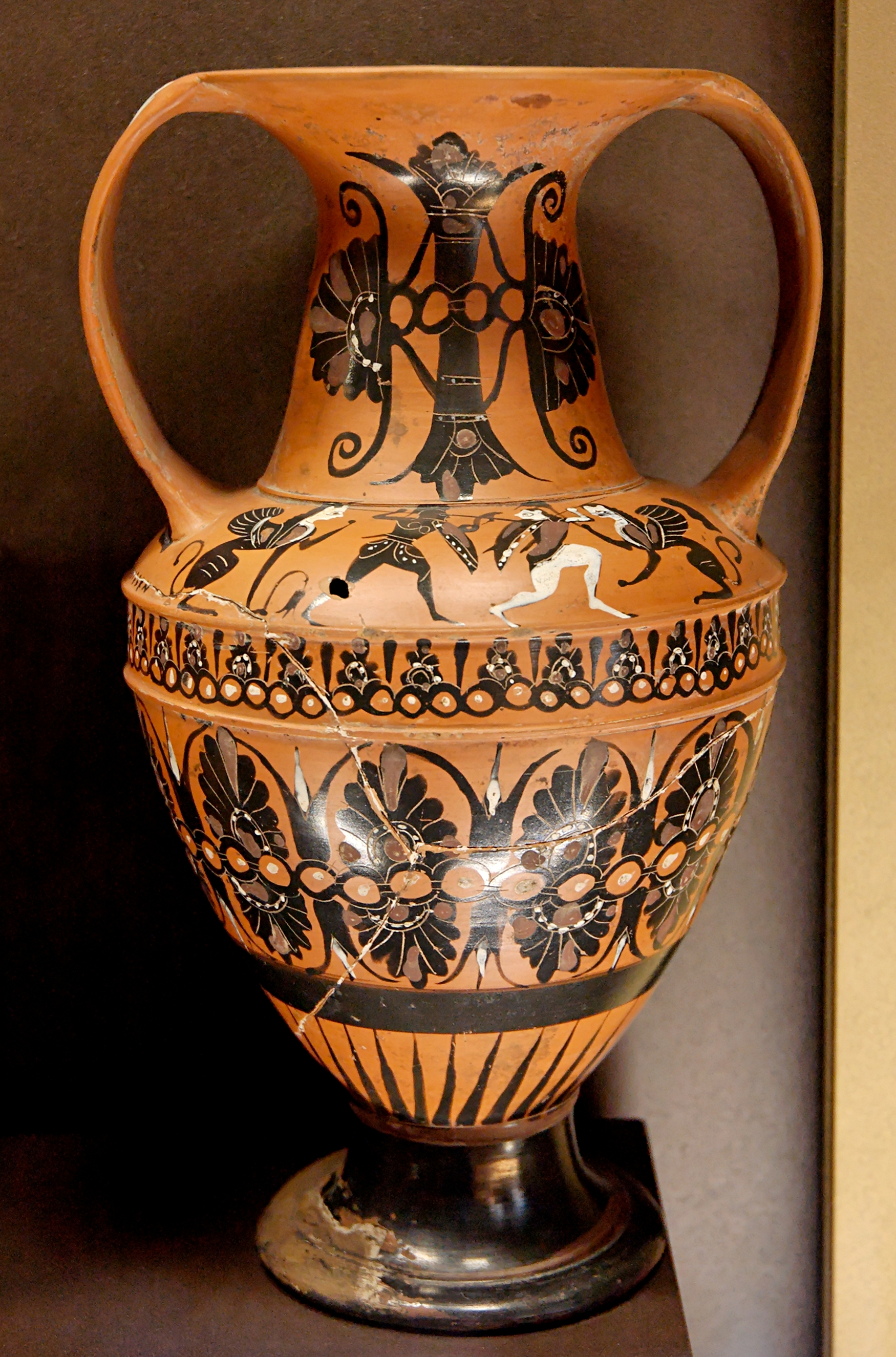
Amazonomaquia, ánfora nicosténica, circa 520 a. C., Museo del Louvre (F 111).

Pintor N es el nombre convenido de un pintor griego de vasos de figuras negras, activo hacia finales del siglo VI a. C.
Se desconoce el verdadero nombre del Pintor N. Fue nombrado (basándose en un análisis estilístico) por el experto en arte británico John Beazley en honor al alfarero Nicóstenes. La N = abreviatura de Nicóstenes, para distinguirlo del pintor de vasos de figuras rojas conocido como el Pintor de Nicóstenes, en cuyo taller trabajaba. El taller de Nicóstenes parece haber empleado al menos a tres pintores de vasos permanentes (el pintor N, el Pintor BMN y el Pintor del Louvre F117); varios otros pintores trabajaron para él solo ocasionalmente. Decoró la mayoría de los vasos firmados por Nicóstenes (ΝΙΚΟΣΘΕΝΕΣ ΕΠΟΙΕΣΕΝ = ‘Nicóstenes lo hizo’) más del 80% de los vasos de figuras negras. Sin embargo, algunos expertos sugieren que el pintor N y el alfarero Nicóstenes podrían ser la misma persona.. Este taller se especializaba en diversas formas de vasos, pero especialmente en las  ánforas nicosténicas. Su forma se inspiró en el ánfora bucchero, con una superficie negra brillante, típica de la cerámica etrusca. También decoró varios cíatos, copas y un psictero. 

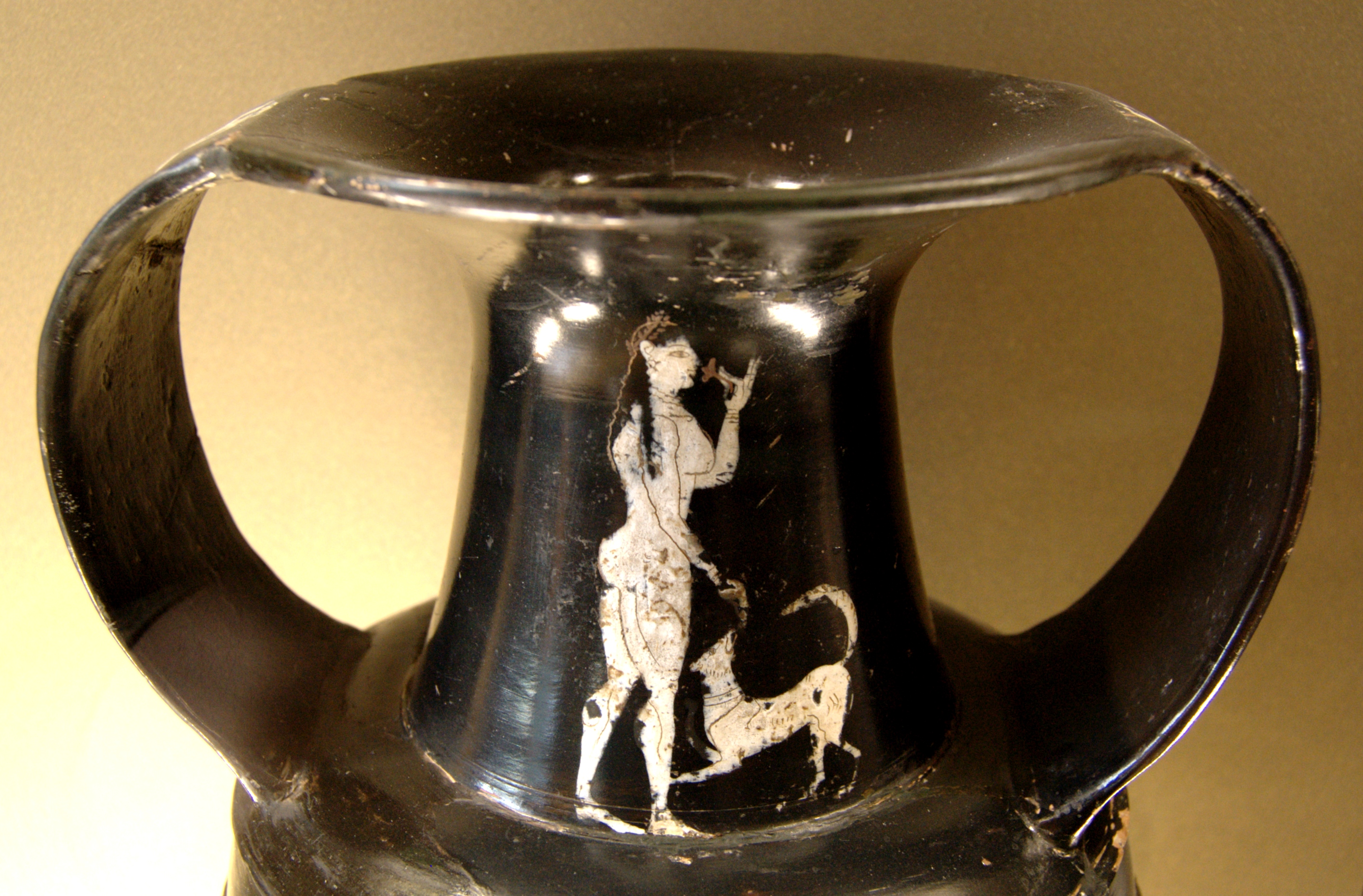
Una mujer y un perro en el cuello de una ánfora nicosténica circa 520 a. C, en el Louvre (F 114).

Los vasos pintados por el pintor N están fechados en su mayoría en los años 530 y 520 a. C. Especialmente sus figuras más grandes son de una calidad considerable, mientras que John Boardman condena sus obras más pequeñas como simplemente aburridas y a veces descuidadas, no muy diferentes de las producidas en masa. Sus ornamentos vegetales son particularmente pobres.